# Notre-Dame (Aubigné)

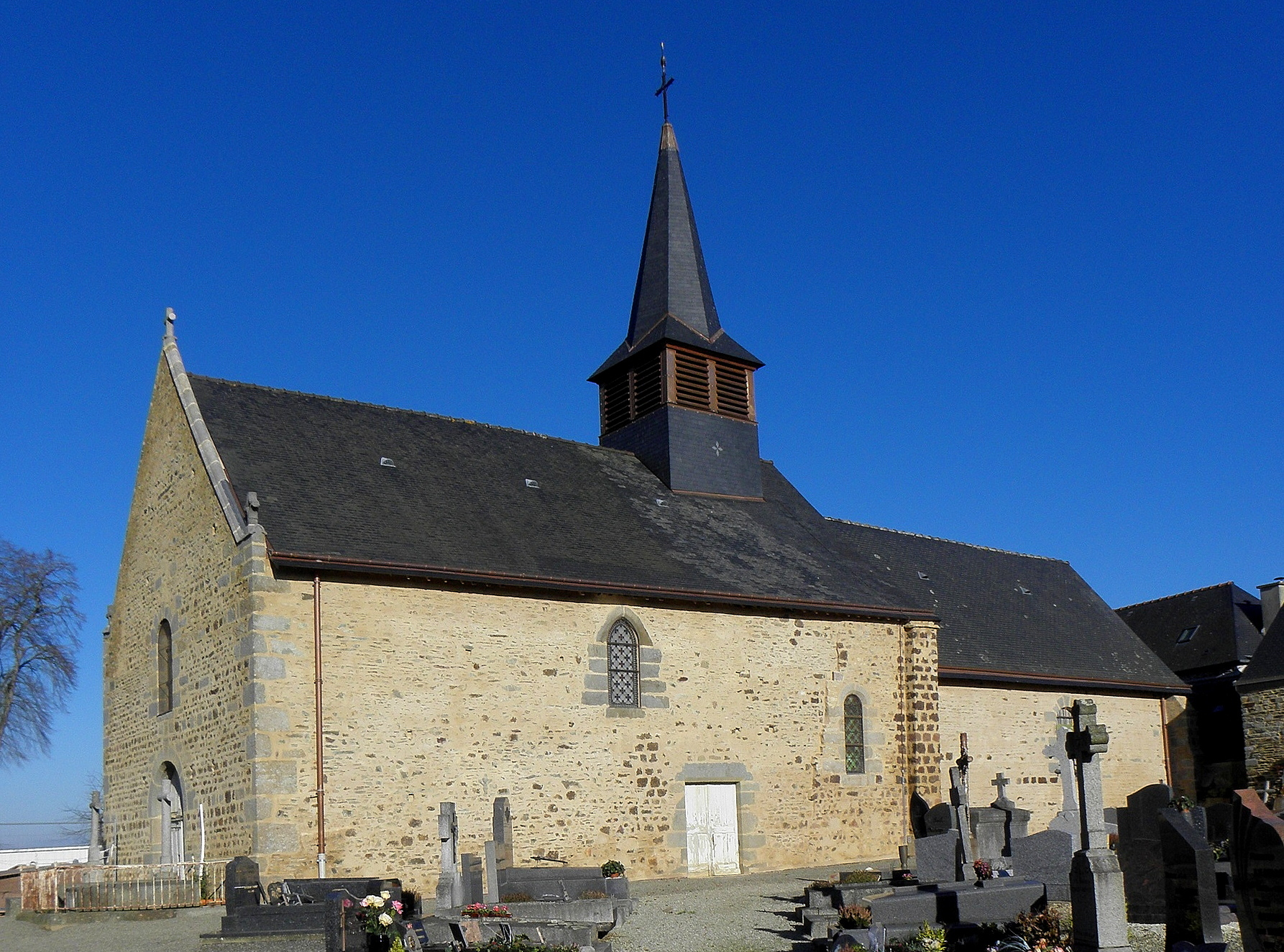
Kirche Notre-Dame in Aubigné

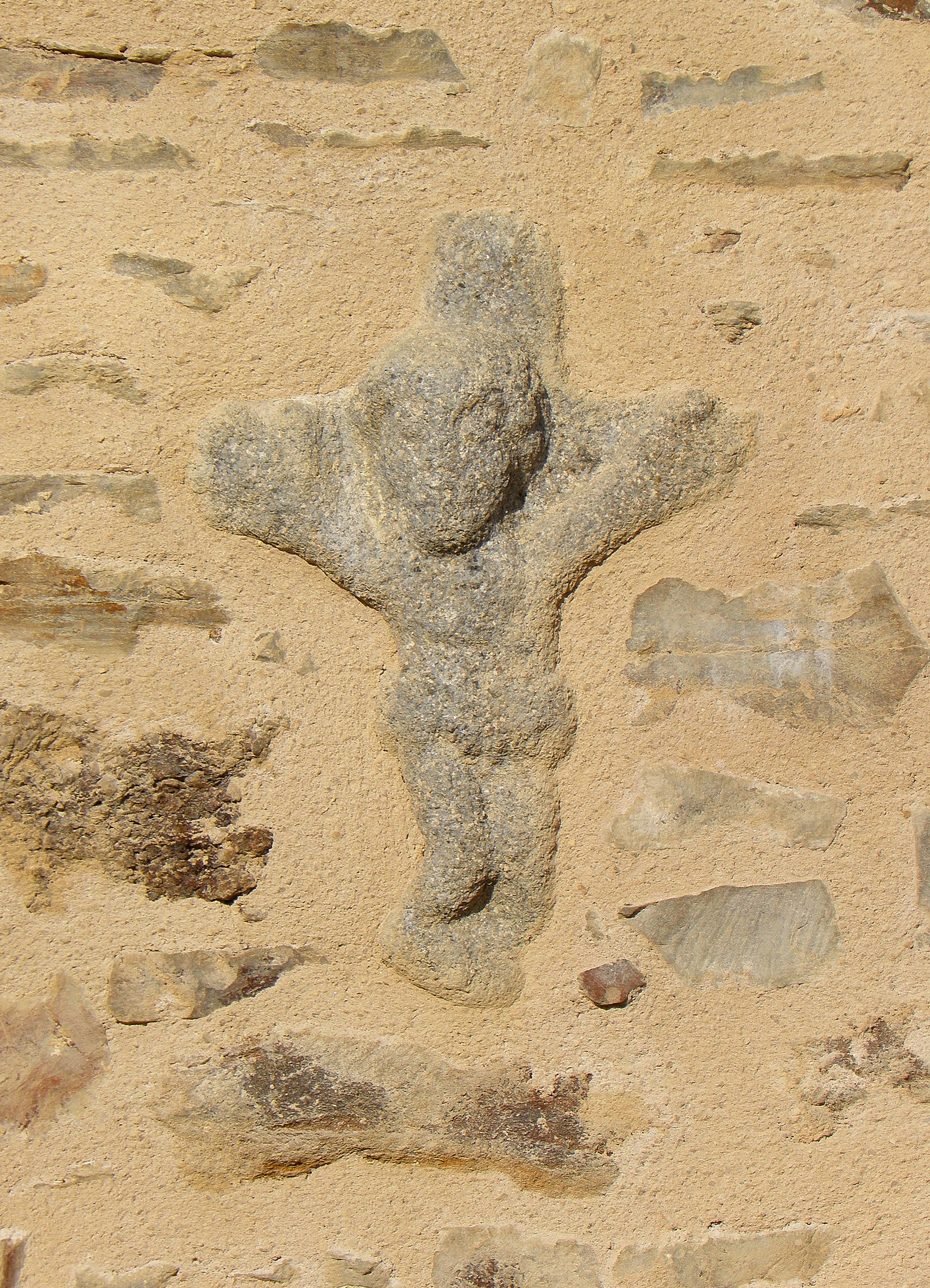
Kreuz in der Außenmauer

Die katholische Pfarrkirche Notre-Dame in Aubigné, einer französischen Gemeinde im Département Ille-et-Vilaine in der Region Bretagne, wurde ab dem 12. Jahrhundert errichtet.

## Geschichte
Die Kirche des ehemaligen Benediktinerpriorats wurde schon vor der Französischen Revolution als Pfarrkirche genutzt, da die alte Kirche der Pfarrgemeinde, in der Nähe des Schlosses gelegen, baufällig geworden war.
Unter dem Prior Julien Piette wurden 1780 die letzten Umbauarbeiten vorgenommen. Der Chor wurde erneuert und das Kirchenschiff wurde beim Umbau um circa neun Meter verkürzt. Der Glockenturm auf dem Satteldach wurde im Jahr 1833 erneuert.

## Ausstattung
Von der Ausstattung sind das gotische Taufbecken und das Weihwasserbecken, die beide aus dem 15. Jahrhundert stammen, erwähnenswert.
Der hölzerne Hochaltar aus dem Jahr 1662 ist der Muttergottes gewidmet.